# Międzynarodowa Unia Geodezji i Geofizyki
Międzynarodowa Unia Geodezji i Geofizyki (fr. Union Géodésique et Géophysique Internationale, skr. UGGI) – pozarządowa organizacja non-profit zajmująca się inicjowaniem i koordynowaniem studiów i badań geodezyjnych i geofizycznych. Została założona w 1919 roku. Polska należy do Unii od 1924 roku.
Zrzesza następujące organizacje:
- Międzynarodowa Asocjacja Geodezji (IAG)